# Scoparia atricuprea
Scoparia atricuprea là một loài bướm đêm trong họ Crambidae.